# Shahrak-e Shahr-e Khāş
Shahrak-e Shahr-e Khāş (persiska: شهرک شهرِ خاص) är en ort i Iran.   Den ligger i provinsen Bushehr, i den södra delen av landet, 900 km söder om huvudstaden Teheran. Shahrak-e Shahr-e Khāş ligger 478 meter över havet och antalet invånare är 562.
Terrängen runt Shahrak-e Shahr-e Khāş är huvudsakligen kuperad. Shahrak-e Shahr-e Khāş ligger nere i en dal.Runt Shahrak-e Shahr-e Khāş är det ganska glesbefolkat, med 31 invånare per kvadratkilometer. Närmaste större samhälle är Kangān, 17,4 km sydväst om Shahrak-e Shahr-e Khāş. Omgivningarna runt Shahrak-e Shahr-e Khāş är i huvudsak ett öppet busklandskap.